# Tom Clancy’s Splinter Cell (игра)
Tom Clancy’s Splinter Cell — видеоигра в жанре стелс-экшена, разработанная Ubisoft Montreal, первая часть серии Splinter Cell, курируемой американским писателем Томом Клэнси. Главного героя Сэма Фишера озвучил актёр Майкл Айронсайд.
Американское АНБ организует новое секретное подразделение «Третий эшелон». Сэм Фишер становится первым оперативником этого подразделения. Он должен предотвратить разгорающуюся войну между США и Китаем и отыскать скрывающегося президента Грузии Комбаяна Николадзе, чтобы помешать использовать его секретное оружие под кодовым названием «Арк».
Для N-Gage игра вышла под названием Tom Clancy’s Splinter Cell: Team Stealth Action. Успех игры дал старт нескольким книгам по мотивам серии.

## Геймплей
Стелс-ориентированный геймплей Splinter Cell, несмотря на частые сравнения с серией Metal Gear, на самом деле имеет больше сходства с классической стелс-серией Thief. Управляя Сэмом, игрок должен умело прятаться в тени, красться мимо охранников, использовать окружающую обстановку и экипировку.
Тень является главным помощником игрока. На интерфейсе установлен специальный индикатор, указывающий насколько виден Фишер в данный момент времени. Этот индикатор позволяет игроку верно выбрать место для того, чтобы скрыться от врагов и не быть замеченным.
Использование оружия не приветствуется игрой — звук выстрела очень громкий и его могут услышать на большом расстоянии, кроме того для немедленного умертвления врага необходимо стрелять в голову, что является непростой задачей. Также на уровень игроку выдаётся малое количество патронов, которые необходимо беречь на крайние случаи. Для боя у Фишера имеется автомат с глушителем, который может использовать различные виды боеприпасов (от обычных пуль до шоковых), пистолет с глушителем, несколько видов гранат и различные вещи. Кроме использования оружия Сэм может вывести врага из строя, оглушив ударом по шее. Все тела Сэм может уносить и прятать в тени, чтобы их не обнаружили другие охранники. Иногда условия задания лишают возможности убивать врагов и вынуждают лишь оглушать или усыплять их. Если Фишера всё же обнаружили, то охранники поднимают тревогу. После одной или нескольких поднятых тревог игра заканчивается.
Для выполнения задач Фишер может использовать свои акробатические умения и экипировку. Сэм может залезать на выступы, карабкаться по трубам, в случае необходимости зависнуть между двумя стенами и т. д. Но не все задачи возможно решить лишь акробатикой. В инвентаре Фишера всегда есть трифокальные очки ночного и инфракрасного видения, отмычки, чтобы открывать запертые двери и оптический кабель для заглядывания под дверь.
Игра довольно линейна и предлагает несколько вариантов решений. Игрок должен просто понять, как наиболее эффективно пройти от одной точки к другой.

## Сюжет
2003 год. В ответ на расширяющееся использование новейших цифровых методов шифрования для сокрытия потенциальных угроз национальной безопасности Соединенных Штатов, АНБ (Агентство национальной безопасности) было вынуждено начать новые разработки в области сбора разведывательных данных.
Это сверхсекретное начинание, названное «Третьим эшелоном», стало точкой возврата к классическим методам шпионажа, усовершенствованным передовыми наблюдательными и боевыми технологиями и направленным на агрессивный сбор хранимых на враждебной территории данных. Когда информация, считающаяся жизненно важной для национальной безопасности, не может быть получена традиционными средствами, «Третьему эшелону» дают право на проведение физических операций.
Несмотря на то, что правительство США это отрицает, «Третий эшелон» развернул подразделения, которые получили названия «Splinter Cells»: элитные группы по сбору разведывательной информации, состоящие из единственного полевого агента, поддерживаемого дистанционной группой. Эти группы компактны, высокоманевренны и почти неуловимы.
В 2004 году ЦРУ связалось с представителями АНБ касательно потери контакта с агентом ЦРУ Эллис Мэдисон, отслеживавшей связи бывшей советской республики Грузии. В грузинскую столицу, Тбилиси, был отправлен второй агент, Блостайн, на поиски агента Мэдисон, но через семь дней и он не вышел на связь. Опасаясь, что американские агенты оказались в руках подозреваемой в терроризме группы, «Третий эшелон» подключил к делу оперативника «Splinter Cell» Сэма Фишера, чтобы тот нашёл пропавших агентов и разрешил эту ситуацию.
Вы и есть Сэм Фишер. Вы не должны оставлять следов на физической или политической карте. Помните, что, хотя убийство может скомпрометировать прикрытие, выбора между тем, чтобы оставить свидетеля или труп, вообще не стоит. Вы не существуете. Вы — «Splinter Cell».
Во время расследования Фишер раскрывает систематические этнические зачистки и массовые убийства среди мусульман Азербайджана, устраиваемые по приказу президента Грузии Комбаяна Николадзе, который хочет заполучить обширные нефтяные ресурсы этой страны. После того, как НАТО вмешивается в ситуацию и останавливает грузин, Николадзе уходит в подполье и в отместку инициирует информационный кризис в Америке, используя компьютерные алгоритмы, разработанные канадским хакером Филипом Массе. Фишер получает приказ найти и устранить Николадзе. В ходе расследования Фишер узнает, что Николадзе работал вместе с китайским генералом-предателем Конг Фейронгом над созданием ядерного оружия под кодовым названием «Арк» (или «Ковчег») и установил его где-то в США. Проникнув в грузинский президентский дворец, Фишер убивает Николадзе, помешав ему использовать оружие.
Xbox и PC-версии игры обладают ещё тремя дополнительными уровнями, доступными через Xbox Live или установку специального патча в коллекционном издании Chaos Theory, которые продолжают сюжетную линию. После убийства Николадзе Сэм отправляется на Кольский полуостров в России, чтобы ликвидировать Филипа Массе. После этого Фишер пытается помешать полковнику Алексеевичу и его солдатам захватить ядерную субмарину «Вселку».

## Версии
Поскольку Splinter Cell разрабатывался сразу для нескольких платформ, каждая версия игры отличается от другой.
Xbox/Xbox 360: Xbox-версия игры содержит улучшенное освещение и более детализированные модели. Ролики выполнены на движке игры, тогда как в остальных версиях они представлены в виде видео. Ни одно из дополнений присутствующих в PS2 и GameCube версиях не представлены, но есть возможность закачать через сервис Xbox Live три дополнительных уровня. В Xbox 360 игра запускается с обратной совместимостью. Интерфейс игры выполнен в виде КПК Palm.
ПК: ПК-версия является портом с Xbox и полностью копирует её. Версия отличается возможностью выставить более высокое разрешение, некоторыми роликами в видеофайлах, возможностью сохранения в любой момент и поддержкой клавиатуры и мышки. Бонусов не представлено, но позже появилась возможность отдельно скачать Splinter Cell: Mission Pack — бесплатный адд-он от разработчиков, содержащий три дополнительных уровня. В русской версии дозагрузочные экраны переворачиваются вверх ногами.
Mac: Mac-версия это порт с PC с возможным разрешением 800х600 и всеми роликами в видеоформате. Бонусов в виде DLC не представлено.
PlayStation 2: PS2-версия запускается в низком разрешении и обладает гораздо худшей графикой по сравнению с остальными версиями. В ней отсутствуют некоторые локации с объектами и упрощены карты для передвижения, а заставки в режиме реального времени были заменены на киноролики. В качестве бонусов версия обладает тремя новыми катсценами, зимним камуфляжем и эксклюзивной миссией на электростанции, созданной специально для PS2. Плюс каждая миссия сильно укорочена и переделана по-своему для быстродействия приставки.
PlayStation 3: HD-версия вышла в 2011 году в составе трилогии под названием Tom Clancy’s Splinter Cell Classic Trilogy HD. Это порт версии с PC, но имеет свой интерфейс, отличный от Xbox.
Nintendo GameCube: имеет более детализированную графику, чем PS2-версия и запускается в том же разрешении, что и Xbox-версия, но дизайн уровней упрощен как в PS2-версии. Присутствует возможность соединения с GBA, в этом случае на GBA выводится карта уровня. Кроме этого GC-версия включает новое оружие в виде липких бомб.
В производстве также находится ремейк, анонсированный в декабре 2021 году. По словам разработчиков игра получит совершенно новую графику, но при этом сохранит линейную структуру оригинальной игры. Также по словам создателей будут внесены некоторые изменения в дизайн чтобы современным игрокам было комфортней играть.

## Отзывы
| Сводный рейтинг         | Сводный рейтинг | Сводный рейтинг | Сводный рейтинг | Сводный рейтинг | Сводный рейтинг | Сводный рейтинг | Сводный рейтинг |
| Издание                 | Оценка          | Оценка          | Оценка          | Оценка          | Оценка          | Оценка          | Оценка          |
| Издание                 | GBA             | GC              | N-Gage          | PC              | PS2             | Xbox            | Мобильные       |
| ----------------------- | --------------- | --------------- | --------------- | --------------- | --------------- | --------------- | --------------- |
| GameRankings            | 77,28 %         | 86,82 %         | 72,43 %         | 90,16 %         | 88,07 %         | 92,49 %         | 90,50 %         |
| Metacritic              | 77/100          | 89/100          | 74/100          | 91/100          | 89/100          | 93/100          |                 |
| Иноязычные издания      |                 |                 |                 |                 |                 |                 |                 |
| Издание                 | Оценка          | Оценка          | Оценка          | Оценка          | Оценка          | Оценка          | Оценка          |
| Издание                 | GBA             | GC              | N-Gage          | PC              | PS2             | Xbox            | Мобильные       |
| Edge                    |                 |                 |                 |                 |                 | 7/10            |                 |
| EGM                     | 6/10            | 9/10            |                 |                 | 8,83/10         |                 |                 |
| Eurogamer               | 7/10            | 8/10            | 7/10            |                 | 9/10            | 9/10            |                 |
| Game Informer           | 8,5/10          | 8,5/10          | 8/10            |                 | 8,5/10          | 8,75/10         |                 |
| GamePro                 | [ 31 ]          | [ 32 ]          | [ 33 ]          | [ 34 ]          | [ 35 ]          | [ 36 ]          |                 |
| GameRevolution          |                 |                 |                 | A−              |                 | A−              |                 |
| GameSpot                | 7/10            |                 | 7/10            | 8,7/10          | 8,4/10          | 8,6/10          | 9,1/10          |
| GameSpy                 | [ 45 ]          | [ 46 ]          | [ 47 ]          | [ 48 ]          | [ 49 ]          | [ 50 ]          |                 |
| GameZone                | 8,5/10          | 9,5/10          | 8,6/10          | 9,5/10          | 9,8/10          | 9,7/10          |                 |
| IGN                     | 8/10            | 9,1/10          | 7/10            | 9,4/10          | 9,1/10          | 9,6/10          | 9/10            |
| Nintendo Power          | 3,8/5           | 4,1/5           |                 |                 |                 |                 |                 |
| OPM                     |                 |                 |                 |                 | [ 66 ]          |                 |                 |
| OXM                     |                 |                 |                 |                 |                 | 9,6/10          |                 |
| PC Gamer (US)           |                 |                 |                 | 91 %            |                 |                 |                 |
| The Cincinnati Enquirer | [ 69 ]          |                 |                 |                 |                 |                 |                 |
| Entertainment Weekly    |                 |                 |                 |                 |                 | A               |                 |

Игра заняла второе место в номинации «Лучший Action» (2003) журнала «Игромания».